# Udarni krater
Udarni krater je kružna udubina na površini planeta, Mjeseca, asteroida ili nekog drugog nebeskog tijela. Udarni krateri obično su posljedica udara meteorita o površinu nebeskog tijela.

## Nastanak
| Entstehung eines Kraters mit zentraler Ringstruktur |
| --------------------------------------------------- |
|                                                     |
|                                                     |
|                                                     |
|                                                     |
|                                                     |

## Poveznice
- Astroblem
- Krater Chicxulub
- Tektit
- Vredefort krater

## Vanjske poveznice
- Astronomska sekcija Fizikalnog društva Split - udarni krateri  Arhivirana inačica izvorne stranice od 5. rujna 2005. (Wayback Machine)